# Þorleikur Höskuldsson
Þorleikur Höskuldsson (Thorleikur, 934-1000) fue un vikingo y bóndi de Kambsnes, Hjarðarholt í Laxárdal, Dalasýsla en Islandia. Era hijo de Hoskuld Dala-Kollsson y padre de Bolli Þorleiksson. Es un personaje de la saga de Laxdœla, y saga Eyrbyggja.